# Sèvre niortaise
Sèvre niortaise este un râu în vestul Franței. Izvorăște din departamentul Deux-Sèvres lânga localitatea Sepvret. Are o lungime de 158 km, un debit mediu de 44 m³/s și un bazin colector de 3.650 km². Se varsă în Oceanul Atlantic în dreptul localității Bourg-Chapon, Charente-Maritime. 